# Mutual Broadcasting System
 (février 2016).
Si vous disposez d'ouvrages ou d'articles de référence ou si vous connaissez des sites web de qualité traitant du thème abordé ici, merci de compléter l'article en donnant les références utiles à sa vérifiabilité et en les liant à la section « Notes et références ».
Le Mutual Broadcasting System (MBS) est un ancien réseau de radiodiffusion américain qui a existé de 1934 à 1999. 
Parmi les quatre réseaux nationaux de radiodiffusion américains de l'époque, la Mutual est pendant des décennies le réseau qui détient le plus grand nombre de stations affiliées, mais également celui dont la situation financière est la plus incertaine. Durant l'âge d'or de la radio américaine, caractérisé par la diffusion de nombreuses fictions radiophoniques, le réseau Mutual est resté célèbre pour ses diffusions exclusives parmi lesquelles les séries The Lone Ranger et Les Aventures de Superman, et The Shadow durant plusieurs décennies. Le réseau a retransmis durant plusieurs années les matchs de la ligue majeure de baseball nord-américaine, et notamment le match des étoiles et les séries mondiales. 
Du milieu des années 1930 et pendant des décennies, MBS possédait un service d'information de qualité[réf. nécessaire], avec des émissions d'actualité populaires. Elle a popularisé le journaliste américain Larry King.